# Dreher Sörgyárak
Dreher Sörgyárak Zrt. – węgierski browar funkcjonujący od 1854 roku. Od 2017 roku własność Asahi Breweries.

## Historia
Założycielem browaru był Anton Dreher, syn browarnika Franza Antona Drehera. W 1840 roku Dreher opracował rodzaj piwa znany jako lager wiedeński. Po wielokrotnych wizytach w Peszcie i Budzie, w 1862 roku Dreher zakupił założony osiem lat wcześniej w Kőbánya browar Kőbányai Serház Társaság. Następnie zakupił działki pod rozbudowę, a po jego śmierci (1863) w 1870 roku zarządzanie browarami przejął jego syn, Anton młodszy. W 1905 roku syn Antona młodszego – Jenő – przekształcił węgierski browar w spółkę akcyjną, a dwa lata później uniezależnił go od macierzystej firmy. W marcu 1948 roku browar został znacjonalizowany. W 1992 roku przekształcono browar w spółkę akcyjną, a w listopadzie 1993 roku wcielono do grupy South African Breweries (SAB). W lipcu 1997 roku SAB połączył Kőbányai Sörgyár i Kanizsai Sörgyár, tworząc Dreher Sörgyárak. W 2017 roku browary Dreher przejęła grupa Asahi Breweries.

## Marki

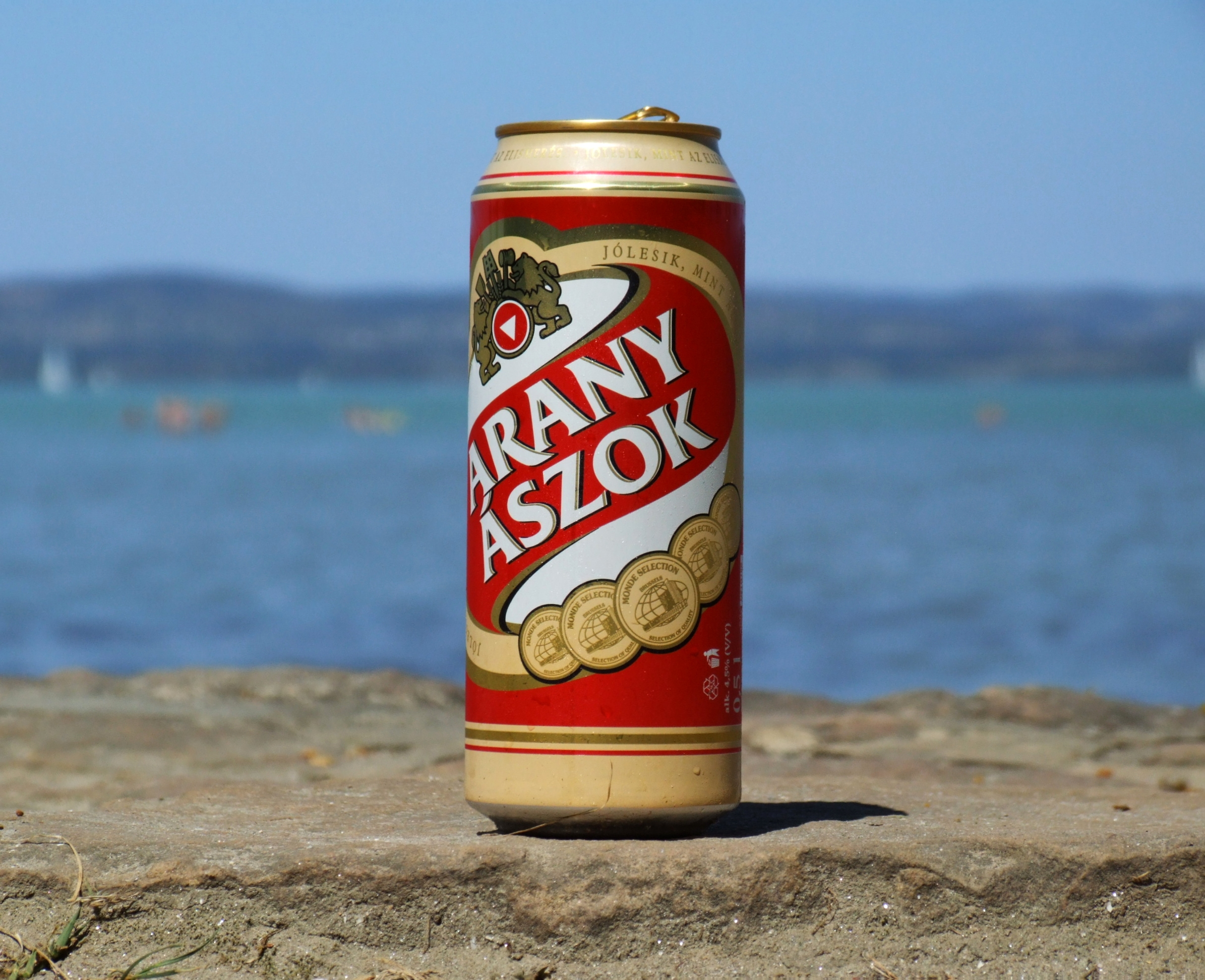
Arany Ászok

Źródło: Dreher Sörgyárak Zrt.
- Dreher
- Dreher 24
- Kőbányai
- Arany Ászok
- ANTL
- Pilsner Urquell
- Kozel
- Asahi Super Dry
- Peroni
- Hofbräu München
- Viper Hard Seltzer
- Kingswood